# 宝来食堂
宝来食堂（ほうらいしょくどう）は、かつて青森県八戸市廿六日町にあった食堂。
1970年に八戸市鳥屋部町で創業、その後、板橋光子が経営を引き継ぎ、1983年に廿六日町に移転して、2020年に閉店するまでメニューの値上げをせず、「庶民派食堂」として知られていた。
看板メニューは、中華そばとカレーライスだっとされ、中華そばは200円、カレーライスは300円など創業時から変わらず、「時価」とされていた定食も350円で提供されており、味噌汁とカレールーはお代わり自由、漬物は無料だったという。
中華そばは、朝8時から3時間かけて作る、煮干し風味の透き通った黄金色のスープが特徴で、手作りの焼豚が添えられていた。
店は、板橋とお手伝いの2人で切り盛りされており、客は食べ終えた食器を自分でカウンターへ下げるのが普通で、常連客の中には自分で食器を洗う者までいたという。
板橋は、自分のことを覚えていてくれて、声をかけてくるような客がいる限り「店は続けたい」と述べていたが、親族によると、最後は「スープを作る鍋を持ち上げられなくなってしまった」といい、2020年11月2日まで営業した後、休業し、そのまま9日に閉店の告知を出した。